# Чужигаев, Ибрагим Суманович
Ибраги́м Сума́нович Чужига́ев (род. 16 июля 1991 года, Кемерово) — российский боец смешанных единоборств, представитель средней и полутяжёлой весовых категорий. Выступает на профессиональном уровне с 2012 года. Выступал в организации ACA. Действующий чемпион KSW в полутяжёлом весе.

## Биография
Ибрагим Суманович родился в 1991 году в городе Кемерово. По национальности чеченец. По стечению обстоятельств родителям пришлось переехать в город Павлодар, где в 1998 году Ибрагим пошел в первый класс. Спустя некоторое время родители перебрались в станицу Ассиновская, где Ибрагим продолжил обучение в "СОШ №1 ст. Ассиновская". С раннего детства отличался грубостью среди сверстников в связи с чем часто наказывали за поведение и все время были вызовы к директору. Все время желал заняться спортом, но из-за боевых действий в Чечне не было возможности. В возрасте 12 лет записался в спортивную секцию бокса, где занимался в течение 5 месяцев, но из-за отсутствия возможности соревноваться в данном виде спорта ушел. В 2007 году, после 9-го класса переехал в город Грозный, где Ибрагим окончил школу. Ему было не до тренировок, так как приходилось одновременно и работать, и учиться. После окончания школы в 2009 году переехал в Москву.

### Любительская карьера
12 февраля 2011 года Ибрагим начал тренироваться в зале Ахмеда Мусаева, желая участвовать в любительских соревнованиях по боевым видам спорта. Первые соревнования были уже в мае: Ибрагим стал бронзовым призером Чемпионата Москвы по боевому самбо (до 20 лет). В сентябре Ибрагиму предложили участие в Первенстве России по боевому самбо в городе Кстово, где он одержал победу.
В любительской карьере Ибрагима множество пройденных соревнований по боевому самбо, рукопашному и универсальному бою, кунг-фу саньда. Больших успехов Ибрагим добился в панкратионе. Став двукратным чемпионом России по панкратиону, Ибрагим впервые выступил на Европейском уровне, приняв участие в Чемпионате Европы по панкратиону в традиционном (семи-контакт) и классическом (фулл-контакт) виде. В 2014 году Ибрагим участвовал в Чемпионате мира по панкратиону и стал чемпионом, одолев украинца Юрия Чижевского в финале. На следующий год Чужигаев снова выступил на Чемпионате мире по панкратиону. В четвертьфинале Ибрагим в принципиальной схватке победил Павла Покатилова из Молдавии и удостоился бронзовой медали.

### Профессиональная карьера
Дебютировал в смешанных единоборствах на профессиональном уровне в апреле 2012 года. С 2012 по 2014 гг. Ибрагим провел 3 боя в различных промоушенах, в 2 из которых вышел победителем. Оба боя закончил в первом раунде техническими нокаутами. Первое поражение потерпел, когда вышел на коротком уведомлении за 10-12 дней, проиграв самбишном на турнире League S70 — Russlan Championship Third Round.
Начиная с марта 2014 года Ибрагим начал сотрудничество с крупной российской организацией Absolute Championship Berkut. В ACB Ибрагим провел 16 боев, в 14 из которых одержал победу. Одним из ярких поединков в ACB был бой против бразильца Чарльза Андраде на турнире в Грозном. Мощным боковым ударом Ибрагим закончил бой на пятой секунде первого раунда. После одной из последних побед над Петром Струсом из Канады, Ибрагим стал первым претендентом на чемпионский титул, но отказался от боя из-за нежелания биться с одноклубником. После последнего боя с канадцем, ушел из лиги. По состоянию на май 2020 года является свободным агентом.
15 января 2022 года победил Томаша Наркуна в главном событии турнира «KSW 66 — Ziolkowski vs. Mankowski» и стал новым чемпионом KSW в полутяжёлом весе.

## Титулы и достижения
- KSW
  - Чемпион KSW в полутяжёлом весе
- Чемпион мира и чемпион Европы по панкратиону
- Серебряный призер Чемпионата Европы по универсальному бою
- Серебряный призёр чемпионата России по кунг-фу

## Статистика ММА
| Результат | Дата                  | Турнир                                                        | Соперник             | Страна     | Раунд | Время | Метод                                     |
| --------- | --------------------- | ------------------------------------------------------------- | -------------------- | ---------- | ----- | ----- | ----------------------------------------- |
| Победа    | 15 января 2022 года   | KSW 66 - Ziolkowski vs. Mankowski                             | Томаш Наркун         | Польша     | 5     | 5:00  | Решением (единогласным)                   |
| Победа    | 17 сентября 2021 года | AMC Fight Nights & Eagle FC: памяти Абдулманапа Нурмагомедова | Евгений Мякинкин     | Россия     | 3     | 2:47  | Техническим нокаутом (удары)              |
| Победа    | 27 сентября 2019 года | ACA 99 - Bagov vs. Khaliev                                    | Алекс Гарсия         | Канада     | 1     | 1:52  | Техническим нокаутом (удары)              |
| Победа    | 16 февраля 2019 года  | ACA 92 — Poland                                               | Пётр Штрус           | Польша     | 3     | 5:00  | Раздельное решение                        |
| Победа    | 19 мая 2018 года      | ACB 87 - Mousah vs. Whiteford                                 | Майк Роудз           | США        | 3     | 5:00  | Единогласное решение                      |
| Победа    | 16 февраля 2018 года  | ACB 80 — Burrell vs. Tumenov                                  | Игорь Свирид         | Казахстан  | 3     | 5:00  | Единогласное решение                      |
| Победа    | 23 сентября 2017 года | ACB 70 - Barnatt vs. Askham                                   | Уилл Ноланд          | США        | 1     | 1:32  | Техническим нокаутом (удары)              |
| Поражение | 15 апреля 2017 года   | ACB 57 - Yan vs. Magomedov                                    | Вячеслав Василевский | Россия     | 2     | 3:16  | Сабмишн(Удушение сзади)                   |
| Победа    | 11 марта 2017 года    | ACB 54 Supersonic                                             | Дэвид Митчелл        | США        | 3     | 0:55  | Техническим нокаутом (удары)              |
| Победа    | 1 октября 2016 года   | ACB 47 Braveheart                                             | Ли Чедвик            | Англия     | 1     | 1:21  | Техническим нокаутом (удары)              |
| Победа    | 10 мая 2016 года      | ACB 36 — Young Eagles 8                                       | Альберт Исмаилов     | Россия     | 1     | 2:37  | Техническим нокаутом (удары)              |
| Победа    | 29 апреля 2016 года   | ACB 34 — Young Eagles 7                                       | Вадим Орищак         | Украина    | 1     | 2:33  | Сабмишном (удушение ручным треугольником) |
| Победа    | 27 декабря 2015 года  | ACB 28 — Young Eagles 4                                       | Мирлан Тилекбаев     | Кыргызстан | 2     | 3:20  | Сабмишном (удушение ручным треугольником) |
| Победа    | 29 августа 2014 года  | ACB 21 — Grozny                                               | Артём Шокало         | Украина    | 3     | 5:00  | Единогласное решение                      |
| Поражение | 15 ноября 2014 года   | ACB 11 — Vol. 2                                               | Ибрагим Тибилов      | Россия     | 3     | 5:00  | Единогласное решение                      |
| Победа    | 4 октября 2014 года   | ACB 10 — Coliseum Time                                        | Чарльз Андраде       | Бразилия   | 1     | 0:05  | Нокаутом (удар)                           |
| Победа    | 25 мая 2014 года      | Absolute Championship Berkut — Grand Prix Berkut 8            | Ричард Тотров        | Россия     | 2     | 5:00  | Единогласное решение                      |
| Поражение | 16 марта 2014 года    | Absolute Championship Berkut — Grand Prix Berkut 3            | Игорь Свирид         | Казахстан  | 2     | 5:00  | Раздельное решение                        |
| Поражение | 12 октября 2013 года  | Voronezh MMA Federation — Fight Riot 2                        | Сергей Бобров        | Россия     | 3     | 5:00  | Единогласное решение                      |
| Победа    | 5 июля 2013 года      | Steel Fist — Steel Fist Cup                                   | Альберт Исмаилов     | Россия     | 1     | 1:52  | Технический нокаут (удары)                |
| Поражение | 6 апреля 2012 года    | League S-70 — Russian Championship Third Round                | Васил Фейзрахманов   | Россия     | 1     | 4:07  | Сабмишном (удушение сзади)                |
| Победа    | 1 апреля 2012 года    | FEFoMP — Amur Challenge 2                                     | Расул Магомедов      | Россия     | 1     | 3:45  | Технический нокаут (удары)                |